# Недзьведзь (річка)
 Недзьведзь (пол. Niedźwiedź (potok)) — річка в Польщі, у Бжеському повіті Малопольського воєводства. Права притока Ушвици, (басейн Балтійського моря).

## Опис
Довжина річки 16,76 км, площа басейну водозбору 40,51  км². Формується безіменними струмками.

## Розташування
Бере початок у селі Недзьведза на висоті 279,7 м над рівнем моря (гміна Дембно). Тече переважно на північний захід через Лоньову, Доли, Поромбку-Ушевську, Дембно, Волю-Дембінську і у Машкениці впадає у річку Ушвицю, праву притоку Вісли.

## Цікавий факт
- У селі Дембно річку перетинає автошлях  94.